# HD 187123 c
HD 187123 c是一顆距離地球約156光年的太陽系外行星，位於天鵝座，母恆星是 HD 187123。該行星被發現於1998年，相關論文出版於2006年。該行星和母恆星距離4.6天文單位，相當於前一顆亞恆星伴星和母恆星距離的113倍，公轉週期10年。它和許多典型的長週期系外行星一樣軌道是橢圓形，屬於離心木星。它和母恆星的距離在3.6到6天文單位之間變化。HD 187123 c 的質量接近木星的2倍，但它的體積可能比系統中較內側的行星小。

## 外部連結
- . The Extrasolar Planets Encyclopaedia.   [2008-08-25]. （原始内容存档于2012-06-01）.
- . Exoplanets.   [2008-08-25]. （原始内容存档于2009-11-24）.